# Oxyopes albertianus
Oxyopes albertianus är en spindelart som beskrevs av Embrik Strand 1913. Oxyopes albertianus ingår i släktet Oxyopes och familjen lospindlar. Inga underarter finns listade i Catalogue of Life.